# Тина Расселл
Тина Расселл (англ. Tina Russell, урождённая Линда Мари Минцер, англ. Linda Marie Mintzer, 23 сентября 1948, Уильямспорт, Пенсильвания[…] — 18 мая 1981, Сан-Диего, Калифорния) — американская порноактриса, член зала славы XRCO, «легенда эпохи порношика».

## Биография
Родилась 23 сентября 1948 года в Уильямспорте, Пенсильвания. Родители — Джон Х. (John H.) и Маргарет Дитцлер Минцер (Margaret Ditzler Mintzer). Выросла там же, в 1966 году окончила школу. Телефонные справочники Уильямспорта за 1968—1970 годы указывают, что Рассел живёт дома и числится студентом, но вскоре после этого она переехала в Нью-Йорк, чтобы поступить в Нью-Йоркский университет. Вместе с мужем, фотографом Джейсоном Расселом (настоящее имя — Джон Сандерсон), который был на несколько лет старше неё, Тина начинает делать эротические фотосессии, а также выступать в пип-шоу, «живых секс-шоу» («секс» в то время обычно был пантомимой) на Таймс-сквер. После появления 16-миллиметровых «петель» начинает сниматься в эротических короткометражках начала 1970-х годов. Снялась примерно в 40 фильмах стиля сексплотэйшн. Расселл действительно стала «звездой».
Из самых заметных фильмов Тины можно выделить Dark Dreams (1971), где она играет невесту-девственницу, вместе с женихом попавшую в ловушку в доме с привидениями, The Whistle Blowers (1972) и Campus Girl (1972). В 1974 году исполнила двойную роль Бонни Смайли и тети Джульетты в Deep Throat, Part II. Её фильм 1976 года Presidential Peepers — тонко замаскированная пародия на президента Ричарда Никсона. Её последним фильмом стал Pleasure Motel (1980), хотя некоторые дубли и вырезанные кадры из более ранних фильмов были использованы в нескольких порнофильмах, вышедших после смерти актрисы.
В 1973 году Тина пишет автобиографию под названием «Порнозвезда» (Porno Star), в которой описывает, зачастую в ярких выражениях, свою карьеру в Нью-Йоркской порноиндустрии. Вскоре после этого Тина и Джейсон разошлись, и звезда погасла так же быстро, как и взошла. В последние годы Тину преследуют слухи о её злоупотреблении алкоголем. 18 марта 1981 года она умерла от острой почечной недостаточности в возрасте 32 лет, после визита к брату в Сан-Диего. Останки Тины были кремированы, она похоронена на кладбище в Монтурсвилле, где также покоятся её родители.
В 1985 году была включена в Зал славы XRCO.

## Награды
- 1985: Зал славы XRCO[9]

## Избранная фильмография
- Tina Russell Classics (1982)
- Presidential Peepers (1975)
- A Touch of Genie (1974) — Joseph W. Sarno
- Deep Throat Part II (1974) — Joseph W. Sarno
- Not Just Another Woman (1974)
- The Hardy Girls (1974)
- Hypnorotica (1973)
- British Hookers Holiday (1973)
- The New Comers (1973)
- The Whistle Blowers (1973)
- Joe Rock Superstar (1973)
- The Whistle Blowers (1973)
- Madame Zenobia (1973) — Eduardo Cemano
- Bedroom Bedlam (1973)
- Devil’s Due (1973)
- The Filthiest Show in Town (1973)
- Pleasure Motel (1973)
- Campus Girls (1973)
- The Hooker Convention (1973)
- Meatball (1972) — Джерард Дамиано
- Rivelazioni di un maniaco sessuale al capo della squadra mobile (1972)
- Sexual Customs in Scandinavia (1972)
- Is There Sex After Death? (1971)
- Dark Dreams (1971) — Roger Guermantes
- The Debauchers (1970)